# 브로큰 벨스
브로큰 벨스(Broken Bells)는 미국의 인디 록 밴드이다.